# Louis Halflants
Louis Hubert Halflants (Tienen, 14 augustus 1833 - 30 juni 1891) was een Belgisch volksvertegenwoordiger.

## Levensloop
Halflants was een zoon van de bode ('messager') Pierre Halflants (1797-1868) en van Anne Van Horick. Hij trouwde met Marie Vinckenbos (1847-1922). Ze waren de ouders van de priesters Laurent Halflants (1868-1949) en Paul Halflants (1873-1945). Een andere zoon, Alfonse Halflants (1870-1938), werd notaris in Lubbeek.
Hij promoveerde tot doctor in de rechten (1856) en tot kandidaat-notaris (1856) aan de Katholieke Universiteit Leuven.
Hij werd verkozen tot katholiek volksvertegenwoordiger voor het arrondissement Leuven, als opvolger van François Schollaert, en vervulde dit mandaat van 1879 tot in 1891.
Hij was lid van het discontokantoor van de Nationale Bank voor Tienen.
Hij was voorzitter van de Conferentie van Sint Vincentius a Paulo, eerst in Tienen, dan voor de provincie Brabant en vervolgens algemeen voorzitter voor België. Hij was ook erevoorzitter van het Davidsfonds in Tienen.

## Voetnota
1. ↑  Hij is niet te verwarren met zijn kleinzoon, de kunstschilder en fotograaf Louis Halflants-Ryelandt (1898-1984), aan wie een lemma op de Franse Wikipedia is gewijd.